# Akhal Tekke
Akhal Tekke fou el nom que va portar entre 1882 i 1890 un districte (uedz) de la província russa de la Transcàspia. El nom akhal es dona als oasis del vessant nord del Kopet Dagh i el Küren Dagh. Tekke és un nom tribal dels turcmens.

## Història
A l'edat mitjana el territori tenia centre a Nasa o Nisa, la ciutat més important, avui en ruïnes. Hi havia també la fortalesa fronterera de Shahristan una mica al nord de Nisa i també la vila de Farawa o Afrawa, prop de la moderna Kizil Arwat. Al segle xvii els uzbeks van dominar el país i li van dir Tagh Boyu (costat de la muntanya) per oposició a Su Boyu (costat de l'aigua, és a dir Coràsmia). Nisa o Nasa encara existia però va desaparèixer en poc anys.
El territori, que no tenia cap ciutat gran, fou conquerit per Rússia el 1881 amb les comarques d'Atek (capital Kaakha) i Durun o Darun (capital Bakharden). El districte fou rebatejat com Ashkabad (o Askhabad o Ashkhabad moderna Ashgabat o Aşgabat) el 1890. La regió va patir terratrèmols el 1893, 1895, 1929, 1948 i 1962.